# Asociación estelar de Scorpius-Centaurus

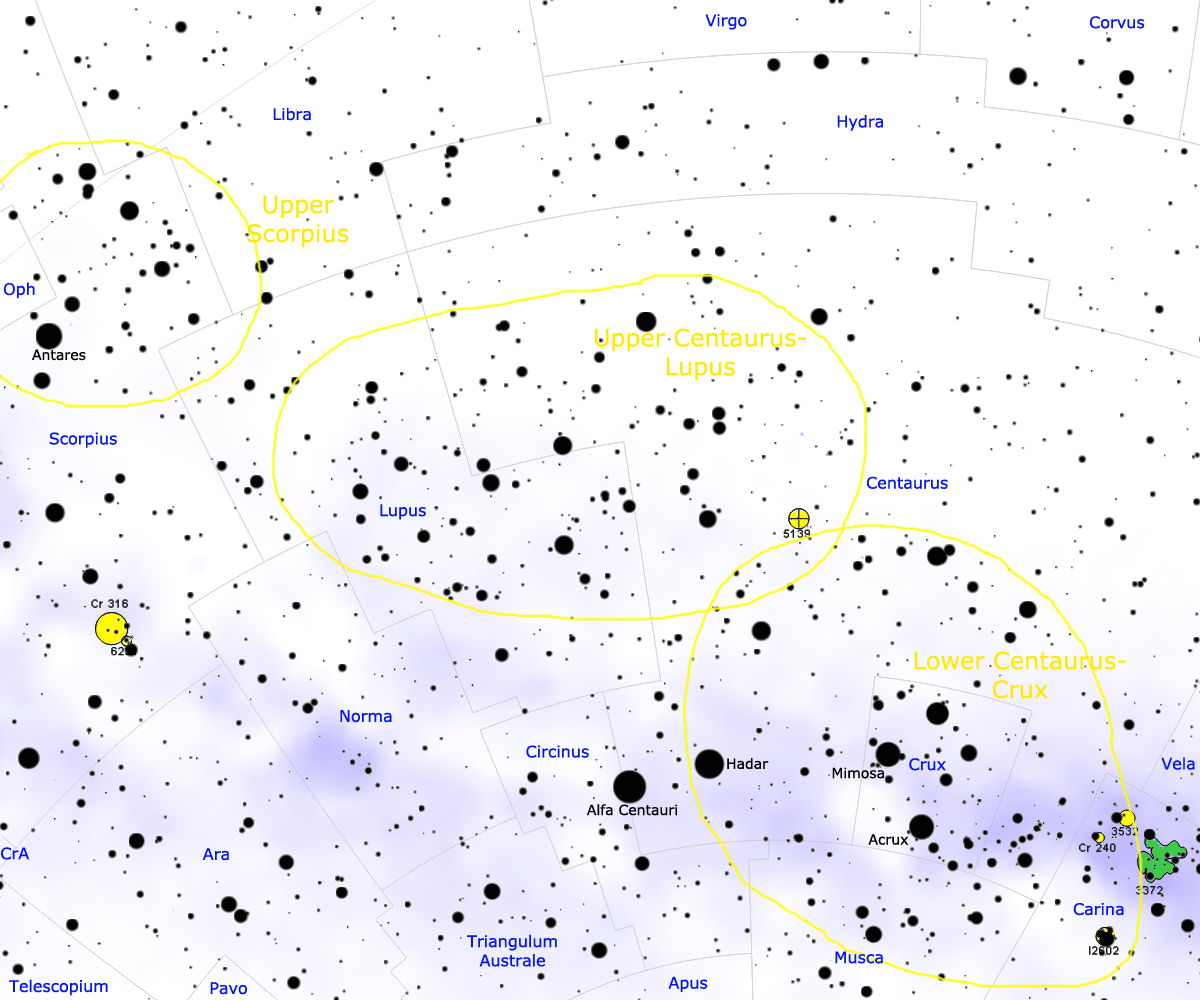
Mapa de la asociación estelar de Scorpius-Centaurus.

La asociación estelar de Scorpius-Centaurus (llamada también Sco-Cen) es la asociación estelar OB más cercana al Sol. Se compone de tres subgrupos (Scorpius Superior, Centaurus Superior-Lupus, y Centaurus Inferior-Crux), cuyas distancias medias varían entre 380 y 470 años luz. 
Los subgrupos de Sco-Cen tienen una edad comprendida entre los 5 millones de años de Scorpius Superior a los aproximadamente 15 millones de años de Centaurus Superior-Lupus y Centaurus Inferior-Crux. Muchas de las brillantes estrellas azules de las constelaciones de Scorpius, Lupus, Centaurus y Crux forman parte de la Asociación de Sco-Cen, incluyendo Antares (el miembro más masivo de Scorpius Superior), y la mayoría de las estrellas de la Cruz del Sur. Centenares de estrellas han sido identificadas como miembros de Sco-Cen, con masas que van desde unas 15 masas solares (Antares) hasta por debajo del límite de la fusión de hidrógeno (enanas marrones),
siendo la población estelar total de cada uno de los tres subgrupos del orden de 1000-2000 miembros.
Las estrellas que forman parte de la asociación de Sco-Cen tienen movimientos propios convergentes de aproximadamente 0,02-0,04 segundos de arco por año, indicando que las estrellas tienen vectores de velocidad casi paralelos, moviéndose a unos 20 km/s con respecto al Sol. La dispersión de las velocidades dentro de los subgrupos es apenas de 1-2 km/s y las componentes del grupo probablemente no están gravitacionalmente ligadas entre sí. Varias supernovas han estallado en Sco-Cen en los últimos 15 millones de años, dejando una red de superburbujas de gas en expansión alrededor del grupo, entre las que se incluye la Burbuja Loop I. Para explicar la presencia de 60Fe radiactivo en cortezas profundas de ferromanganeso en el océano de la Tierra, se ha postulado que una supernova próxima, posiblemente miembro de Sco-Cen, estalló en la vecindad del sistema solar hace unos 3 millones de años.